# Улица Рамбла (Барселона)
Рамбла (шп. La Rambla, позната и као Las Ramblas, или на кат. Les Rambles) је најпозантија улица у Барселони. Дуга тачно 1,2 km. Простире се од централног градског Трга Каталонија (Plaça de Catalunya) до Споменика Кристифору Колумбу (Mirador de Colón) и луке Порт Вел (Port Vell).
Она је граница између две дела Барселоне, Готичке четврти (Barri Gòtic) и Равала (El Raval).
Централни део Рамбле заузима широка пешачка зона, оивичена дрворедом платана. Иако је саобраћај дозвољен, две уске улице са обе стране, не прекидају шеталиште. Као једно од туристичких атракција Барселоне, Рамбла је увек препуна људи. Ту су и бројни кафићи, ресторани, цвећаре, улични забављачи, продавци сувенира.
Шпански песник Федерико Гарсија Лорка је рекао за Рамблу: „То је једина улица на свету за коју бих волео да нема краја." 

## Историја
У раном средњем веку на месту данашње Рамбле био је јарак с потоком који је пратио зидине града (Готичка четврт). Рамбла је и добила име по арапској речи за суво речно корито. Ширењем града током 15. века, поток и канализација су измештени и покривени и Рамбла је постала важна улица али и место окупљања.
Током времена дуж улице су изграђени бројни манстири и цркве.
Тек у 18. веку улица добија дефинисанији изглед. Године 1775. део градских зидина је срушен, а централни део улице је изграђен као шеталиште. Изграђене су и многе величанствене зграде које су и данас симбол Барселоне, Палата Виреина (1778) и Палата Моја (1784).
Од 1835. године изглед Рамбле се мења. У току је грађански рат и у сукобима са црквом срушени су бројни манастири. На ослобођеном простору саграђени су пијаца Бокерија, Лисео и Краљевски трг. Платани су посађени 1859. године, а следеће године постављена је и фонтана Каналетес. За Светску изложбу 1888. године, одржану у Барселони, изграђен је и Споменик Колумбу. Антонио Гауди је дизајнирао лампе за Краљевски трг и изградио Палату Гуељ 1890. године. 

## Делови Рамбле
Незванично, Рамбла је подељена на пет делова, пет Рабмли (Las Ramblas), које се надовезују једна на другу: Рамбла Каналетас, Рамбла студија, Рамбла Светог Жосепа, Рамбла Капуцина, Рамбла Свете Монике. Дрвено шеталиште у Порт Велу зову и Морска Рамбла.

### Рамбла Каналетес
Рамбла Каналетес (La Rambla de Canaletes), прва од Рамбли, почиње од Трга Каталоније. Добила је име по Фонтани Каналетес (Font de Canaletes). Фонтана је настала у 19. веку и локалана легеда каже да ко пије воду из ове фонтане, вратиће се у Барселону. Фонтана је и традиционално место окупљања навијача ФК Барселона када прослављају победу.

### Рамбла Студија
Рамбла Студија (La Rambla dels Estudis), друга Рамбла, добила је име по универзитету из 16. века, иако зграда не постоји од 1843. године. Међу значајним грађевина је Позориште Полиорама из 1910. године. Овај део Рамбле је познат и као Рамбла птица јер је овде налазила и накадашња пијаца птица.

### Рамбла Светог Жосепа
Рамбла Светог Жосепа (La Rambla de Sant Josep), названа је по манастиру који је срушен око 1900. године, и на чијем месту је данас чувена пијаца Бокерија. Овај део улице зову и Рамбла цвећа због многобројних тезги на којима се продаје цвеће. Овде је и чувени мозаик Жуана Мира Pla de l'Os.

### Рамбла Капуцина
Рамбла Капуцина (La Rambla dels Caputxins), такође је добила име по манастиру који је срушен. Најинтересантнија зграда је Лицео (Gran Teatre del Liceu), зграда опере у Барселони. Даље низ Рамблу је и улаз за један од најлепших тргова у Барселони, Краљевски трг (Plaça Reial). Посебну пажњу привлачи Кућа Бруна Квадроса са оријенталним украсима и статуом кинеског змаја на углу, некадашња продавница сунцобрана, па је због тога зову и Кућа сунцобрана.

### Рамбла Свете Монике
Рамбла Свете Монике (La Rambla de Santa Mònica) је последњи део Рамбле до Споменика Колумбу. Такође  је добио име по манастиру, који је данас претворен у Културни центар Санта Моника који углавном приказује модерне мултимедијалне инсталације.

## Галерија
- Позориште Полиорама
- Фонтана Каналетес
- Лицео
- Пијаца Бокерија
- Палата Вирениа
- Палата Гуељ